# Ножкина, Алла Викторовна
Алла Викторовна Ножкина (23 сентября 1939, Москва) — советский и российский ученый, исследователь природных, синтетических алмазов, сверхтвердых материалов и инструментов из них. Доктор технических наук (1983), профессор НИТУ МИСИС (с 1989). На протяжении многих лет заведующий во ВНИИАЛМАЗ одной из ведущих в стране научных лабораторий по изучению и использованию природных и синтетических алмазов (с 1986). Создатель более 40 международных патентов и автор более 200 научных работ.

## Биография

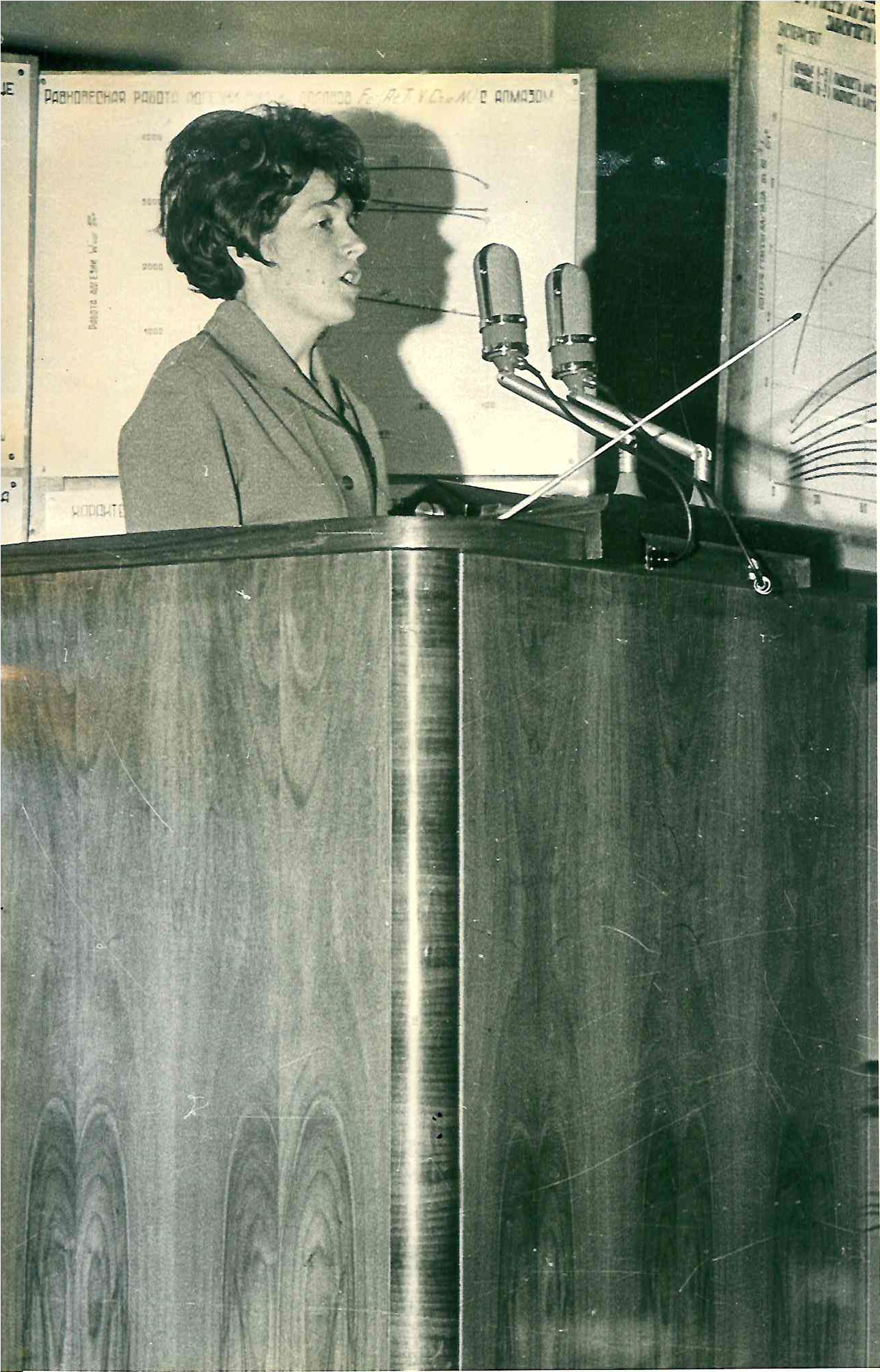
Ножкина А.В. 1968 год

Родилась в Москве 23 сентября 1939 году.
В 1961 году окончила с серебряной медалью Московский горный институт.
По окончании института начала свой трудовой путь в Государственном научно-исследовательском и конструкторско-технологическом институте природных алмазов и инструмента (НИИАЛМАЗ) в должности инженера.
В 1967 году Ножкина А.В. защитила кандидатскую диссертацию, а в 1983 году - докторскую.
С 1986 года возглавляет во ВНИИАЛМАЗ лабораторию по изучению и использованию природных и синтетических алмазов.
В 90-е годы была советником президента АК «АЛРОСА».
Внесла большой вклад в становление и развитие алмазной отрасли в СССР и в России, создала научные основы технологии получения алмазосодержащих материалов и высокоэффективных алмазных инструментов из них, разработала научные положения управления свойствами алмазосодержащих материалов, которые позволили решить важную народно-хозяйственную задачу повышения эффективности использования алмазов в инструменте и в народном хозяйстве в целом.
Научная работа Ножкиной А.В. была успешно реализована в народном хозяйстве: были созданы принципиально новые технологии получения адгезионно-прочных, термостойких, химически-активных покрытий на алмазах, позволившие получить алмазосодержащие материалы и инструменты из них, не имеющие аналогов в мировой практике. Кроме того, на основе научных работ А.В. Ножкиной были созданы промышленные производства новых композиционных материалов в десятке стран Европы и Африки.
А.В. Ножкиной была разработана новая природосберегающая технология извлечения алмазов из металлической связки, позволившая без загрязнения окружающей среды повторно использовать извлечённые алмазы в различных инструментах.
Автор более двухсот научных работ, опубликованных в отечественных и зарубежных научных журналах, автор 34 уникальных промышленных разработок, владелица 43 международных патентов, руководитель научно-исследовательских работ в национальной программе стандартизации алмазной продукции и алмазных инструментов. Она является основным автором ГОСТов, стандартизирующих производство и использование алмазной продукции и алмазных инструментов.
А.В. Ножкина является членом более десяти экспертных советов федерального и отраслевого уровня, членом Нью-Йоркской Академии наук, почётным членом научных и экспертных советов ведущих вузов страны.
В 2015 включена в альманах  "Who is Who in the World 2015".

## Членство в научных, образовательных и экспертных советов, комиссий, рабочих группах
Ножкина А.В. является членом различных научных, образовательных и экспертных советов, комиссий, рабочих группах:
- Член экспертного совета Объединенного диссертационного совета НИТУ «МИСиС»
- Почетный доктор Института сверхтвердых материалов НАНУ
- Эксперт «Аккорк» по проведению внешней независимой экспертизы качества и гарантий качества  образования, реализуемого образовательными учреждениями РФ
- Председатель Государственной Аттестационной Комиссии Академии Народного Хозяйства при Правительстве Российской Федерации.(1998 г. - 2000 г.)
- Член международной редакционной коллегии научно-теоретического журнала «Сверхтвердые материалы» Института сверхтвердых материалов НАНУ
- Член Нью-Йоркской Академии наук
- Член редакционной коллегии сборника научных трудов конференций «Породоразрушающий и металлообрабатывающий инструмент – техника и технология его изготовления и применения"
- Член программного комитета Международной конференции Углеродного общества «Углерод: фундаментальные проблемы науки, материаловедение, технология».

## Разработанные ГОСТ
Ножкина А.В. является руководителем проектной группы по разработке ГОСТ РФ на алмазную продукцию и одним из основных авторов:
- ГОСТР 52370-2005 «Порошки из природных алмазов. Технические условия» (разработчики ФГУП «ВНИИАЛМАЗ» и АК «АЛРОСА»)
- ГОСТР 52913-2008 «Бриллианты Технические условия» (разработчики ОАО «ВНИИАЛМАЗ» и ООО "Смоленский геммологический центр")
- ГОСТР 70336-2022 «Алмазы для технических целей. Технические условия» (разработчики АО «ВНИИАЛМАЗ» и АО "АГД ДАЙМОНДС")